# Peder Malling

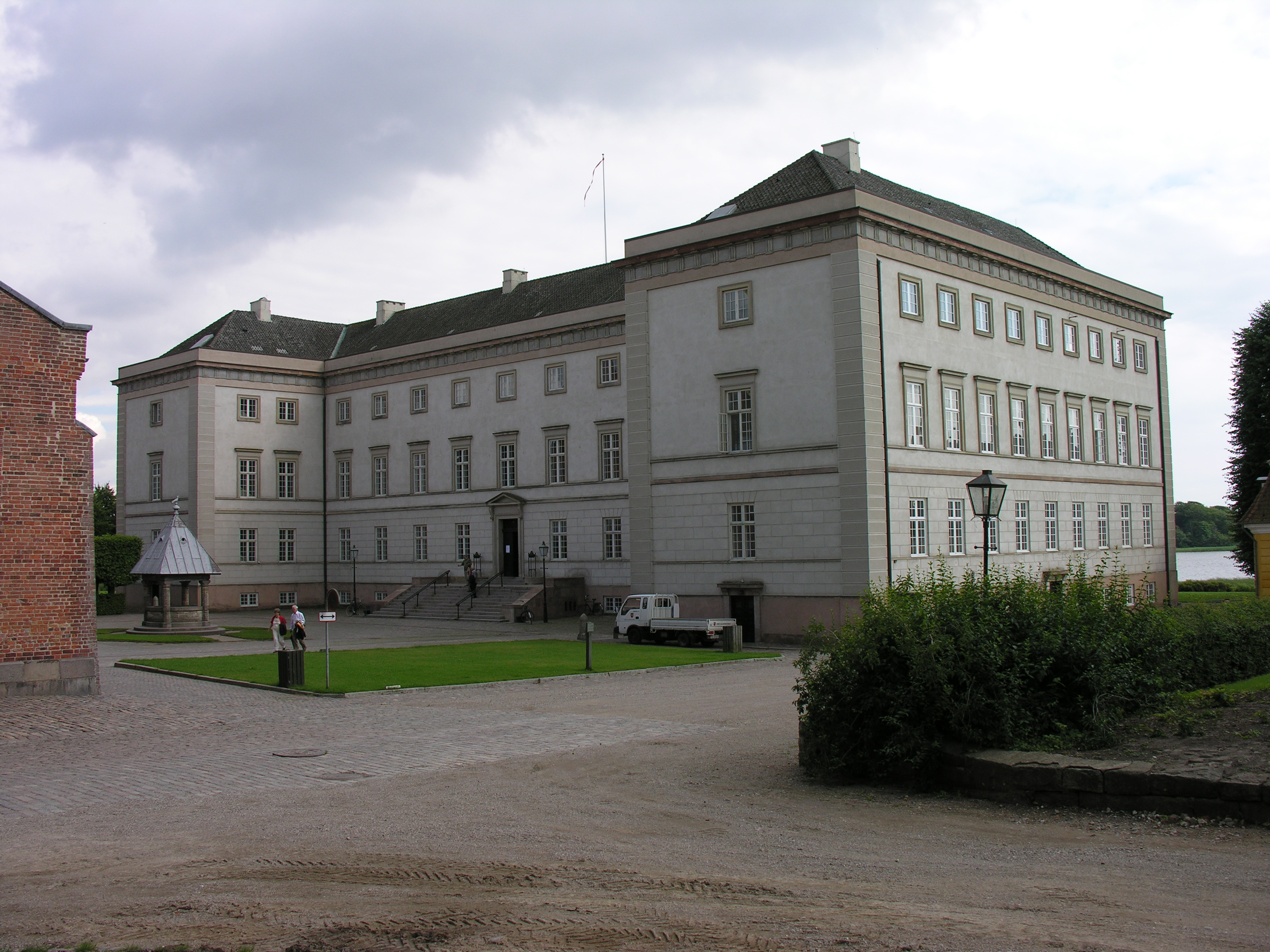
Sorø Akademi

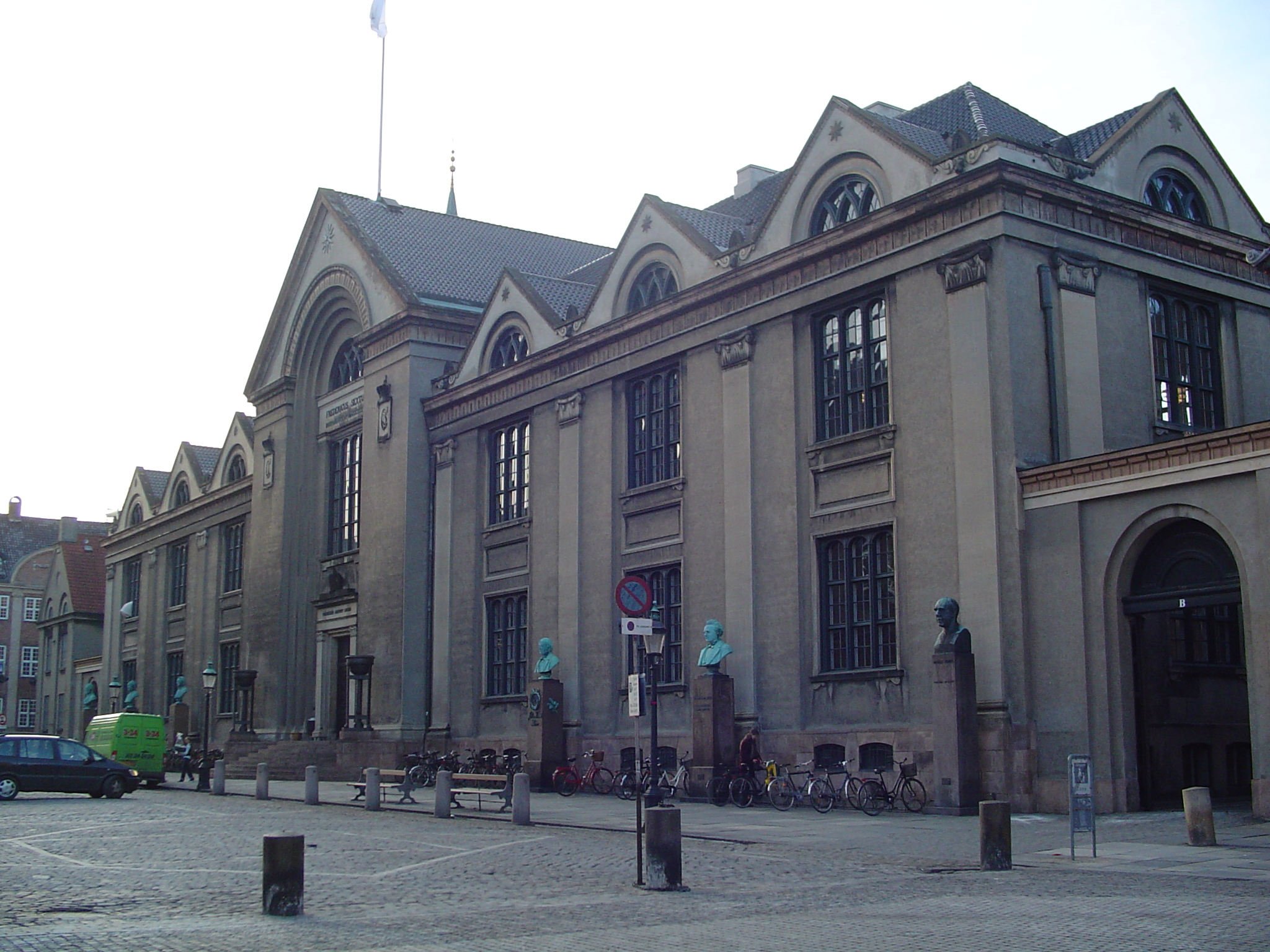
Köpenhamns universitet

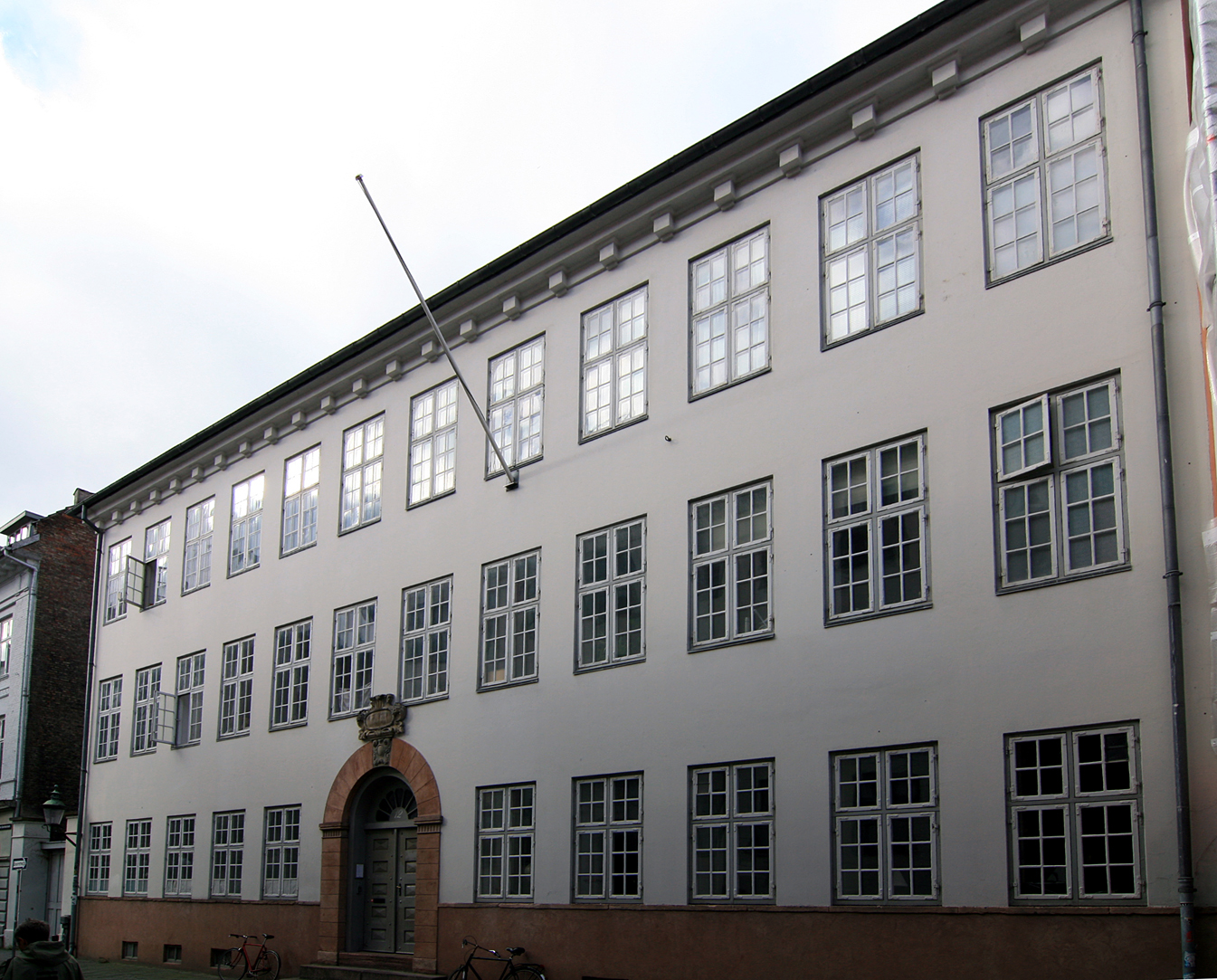
Borchs Kollegium i Köpenhamn

Peder Malling, född 22 december 1781, död 3 maj 1865, var en dansk arkitekt, son till Ove Malling.
Peder Malling var elev till C.F. Hansen och utbildade sig på Det Kongelige Danske Kunstakademi i Köpenhamn, vars mindre guldmedalj han vann 1801. Efter Peter Meyns död 1808 blev Malling tillförordnad stadsarkitekt och 1809 ordinarie. Åren 1810-15 vistades han utomlands.
Efter hemkomsten blev Malling först agré och sedan 1818 ledamot av Kunstakademiet. Hans namn är främst förknippat med byggnaderna för Köpenhamns universitet 1835, i en storslagen stil och Sorø Akademi 1828 i enkel italiensk stil.